# Dansk Melodi Grand Prix 2011
La quarantunesima edizione del Dansk Melodi Grand Prix si è tenuta il 26 febbraio 2011 presso la Ballerup Super Arena di Ballerup e ha selezionato il rappresentante della Danimarca all'Eurovision Song Contest 2011.
I vincitori sono stati gli A Friend in London con New Tomorrow.

## Organizzazione
Una settimana dopo la fine dell'Eurovision Song Contest 2010 l'emittente danese Danmarks Radio (DR) ha annunciato i primi dettagli riguardanti la produzione del Dansk Melodi Grand Prix 2011.
L'emittente ha ricevuto un totale di 663 canzoni tra il 4 giugno e il 27 settembre 2010, selezionando tramite una giuria appositamente composta 7 partecipanti, mentre i rimanenti 3 sono stati invitati direttamente da DR.
I partecipanti devono essere cittadini danesi o aver vissuto in Danimarca per una "sufficiente" quantità di tempo, tuttavia non sono state presenti restrizioni sulle lingue dei testi.
Il 15 ottobre 2010 è stato annunciato che il DMGP si sarebbe tenuto presso la Ballerup Super Arena di Ballerup, a pochi chilometri da Copenaghen, mentre l'11 dicembre Lise Rønne e Felix Smith sono stati annunciati come presentatori dell'unica serata dell'evento.

## Partecipanti
La lista dei 10 concorrenti in ordine alfabetico annunciati dall'emittente il 3 febbraio 2011:
| Artista              | Brano                  | Lingua  | Musica (m) e testo (t)                                        |
| -------------------- | ---------------------- | ------- | ------------------------------------------------------------- |
| A Friend in London   | New Tomorrow           | Inglese | Lise Cabble e Jakob Glæsner                                   |
| Anne Noa             | Sleepless              | Inglese | John Gordon, Lene Dissing e Peter Bjørnskov                   |
| Christopher Brandt   | Emma                   | Danese  | Christopher Brandt e Sisse Marie Søby                         |
| Jeffrey              | Drømmen                | Danese  | Lasse Lindorff, Svend Gudiksen, Daniel Fält e Kim Nowak-Zorde |
| Jenny Berggren       | Let Your Heart Be Mine | Inglese | Jeppe Federspiel, Thomas G:son e Lars Sjelle                  |
| Kat & Justin Hopkins | Black and Blue         | Inglese | Patric Johnson, Joakim Övrenius e Justin Hopkins              |
| Le Freak             | 25 Hours a Day         | Inglese | Erik Bernholm, Henrik Sethsson e Thomas G:son                 |
| Lee Hutton           | Hollywood Girl         | Inglese | Matilde Kühl, Sune Haansbæk e Ian Mack                        |
| Sine Vig             | You'll Get Me Through  | Inglese | Henrik Janson e Hanif Sabzevar                                |
| Stine Kinck          | Hvad hjertet lever af  | Danese  | Søren Schou, Rasmus Allin, Fresh-I e Stine Kinck              |

## Finale
La finale si è tenuta il 26 febbraio 2011 alle ore 20:30 (UTC+1) ed è stata trasmessa da DR1.
Il televoto ha promosso ai duelli Anne Noa, Stine Kinck, Le Freak e gli A Friend in London.
| #  | Artista              | Brano                  |
| -- | -------------------- | ---------------------- |
| 1  | Anne Noa             | Sleepless              |
| 2  | Jenny Berggren       | Let Your Heart Be Mine |
| 3  | Jeffrey              | Drømmen                |
| 4  | Le Freak             | 25 Hours a Day         |
| 5  | Sine Vig             | You'll Get Me Through  |
| 6  | Stine Kinck          | Hvad hjertet lever af  |
| 7  | Lee Hutton           | Hollywood Girl         |
| 8  | Christopher Brandt   | Emma                   |
| 9  | Kat & Justin Hopkins | Black and Blue         |
| 10 | A Friend in London   | New Tomorrow           |

### Duelli
Nei due duelli, il primo tra Anne Noa e Stine Kinck mentre il secondo tra Le Freak e gli A Friend in London sono stati selezionati i due superfinalisti.
| Duello | Artista            | Brano                 |
| ------ | ------------------ | --------------------- |
| I      | Anne Noa           | Sleepless             |
| I      | Stine Kinck        | Hvad hjertet lever af |
| II     | Le Freak           | 25 Hours a Day        |
| II     | A Friend in London | New Tomorrow          |

### Superfinale
| # | Artista            | Brano        | Posizione |
| - | ------------------ | ------------ | --------- |
| 1 | Anne Noa           | Sleepless    | 2         |
| 2 | A Friend in London | New Tomorrow | 1         |

## All'Eurovision Song Contest

### Verso l'evento
Il 17 gennaio 2011 si è tenuto il sorteggio che ha determinato la composizione delle due semifinali. La Danimarca è stata sorteggiata per l'esibizione nella seconda metà della seconda semifinale, mentre il 15 marzo, con la decisione dei rispettivi ordini di esibizione, è stata posizionata al 18º posto, dopo l'esibizione dei lettoni Musiqq e prima degli irlandesi Jedward.

### Performance
La Danimarca si è esibita 18ª nella prima semifinale, classificandosi 2ª con 135 punti e qualificandosi per la finale dove, esibendosi 3ª, si è classificata 5ª con 134 punti.

### Trasmissione e commentatori
L'evento è stato trasmesso interamente su DR1 con il commento di Ole Tøpholm. La portavoce dei voti danesi in finale è stata Lise Rønne.

### Voto

#### Punti assegnati alla Danimarca
| Punteggio (135)                          | Punteggio (135)                           | Punteggio (135)        | Punteggio (135)                  | Punteggio (135)        |
| 12                                       | 10                                        | 8                      | 7                                | 6                      |
| ---------------------------------------- | ----------------------------------------- | ---------------------- | -------------------------------- | ---------------------- |
| - Bulgaria - Irlanda - Lettonia - Svezia | - Estonia - Germania - Israele - Slovenia |                        | - Austria - Belgio - Paesi Bassi | - Cipro                |
| 5                                        | 4                                         | 3                      | 2                                | 1                      |
| - Romania                                | - Bielorussia                             | - Slovacchia - Ucraina | - Francia - Moldavia             | - Bosnia ed Erzegovina |

| Punteggio (134)                   | Punteggio (134)              | Punteggio (134)   | Punteggio (134)                 | Punteggio (134)                    |
| 12                                | 10                           | 8                 | 7                               | 6                                  |
| --------------------------------- | ---------------------------- | ----------------- | ------------------------------- | ---------------------------------- |
| - Irlanda - Islanda - Paesi Bassi | - Estonia - Israele - Svezia | - Slovenia        | - Bulgaria - Francia - Norvegia | - Germania - Lettonia - Slovacchia |
| 5                                 | 4                            | 3                 | 2                               | 1                                  |
| - Malta - Regno Unito             | - San Marino                 | - Cipro - Polonia |                                 | - Bielorussia                      |

#### Punti assegnati dalla Danimarca
| Punti | Paese                |
| ----- | -------------------- |
| 12    | Svezia               |
| 10    | Irlanda              |
| 8     | Slovenia             |
| 7     | Bosnia ed Erzegovina |
| 6     | Romania              |
| 5     | Austria              |
| 4     | Bulgaria             |
| 3     | Estonia              |
| 2     | Lettonia             |
| 1     | Ucraina              |

| Punti | Paese       |
| ----- | ----------- |
| 12    | Irlanda     |
| 10    | Svezia      |
| 8     | Germania    |
| 7     | Slovenia    |
| 6     | Islanda     |
| 5     | Finlandia   |
| 4     | Romania     |
| 3     | Regno Unito |
| 2     | Estonia     |
| 1     | Austria     |